# Valsa nº 6
Valsa nº 6 é uma peça teatral brasileira, escrita por Nelson Rodrigues em 1951. É a sua décima peça. A peça não teve o alcance popular, nem Nelson conseguiu sucesso financeiro, permanecendo apenas quatro meses em cartaz. Apesar de tudo, Valsa nº 6 foi considerada pelos críticos uma grande peça, e colocou novamente o autor nas páginas dos jornais.

## Sinopse
É um monólogo e tem como personagem a solitária Sônia, uma menina assassinada aos quinze anos de idade, luta para, entre um delírio e outro, conseguir montar o quebra-cabeça de suas memórias. Nelson Rodrigues decidiu fazer uma peça barata e, ao mesmo tempo, atrativa para a estreia de Dulce Rodrigues, a sua irmã caçula, como atriz.